# Gare de Scharrachbergheim
La gare de Scharrachbergheim est une ancienne gare ferroviaire française de la ligne de Sélestat à Saverne, située sur le territoire de la commune de Scharrachbergheim-Irmstett, dans le département du Bas-Rhin, en région Grand Est.
Situé sur une portion de ligne mise en service en 1864 et démantelée en 1993, le bâtiment de la gare est reconverti en logements.

## Situation ferroviaire
Établie à 178 mètres d'altitude, la gare de Scharrachbergheim se trouvait au point kilométrique (PK) 40,148 de la ligne de Sélestat à Saverne entre les gares fermées de Soultz-les-Bains et Kirchheim.

## Histoire
L'embranchement de Molsheim à Wasselonne est livré à l'exploitation le 29 septembre 1864, par la Compagnie des chemins de fer de l'Est. En 1877, durant la période où l'Alsace-Lorraine est annexée par l'Allemagne, la ligne est prolongée vers Sélestat et Saverne.
La Société nationale des chemins de fer français (SNCF) met fin aux trains de voyageurs sur la section de Molsheim à Saverne en 1969. Le trafic de marchandises sur la ligne subsistera jusqu’en 1988. Jusqu'au bout, la gare était encore desservie par le train de marchandises quotidien assurant la liaison Molsheim - Romanswiller qui passait deux fois par jour, le premier passage se faisant entre 12 h 45 et 13 h, le deuxième passage entre 14 h 45 et 15 h[réf. souhaitée].
La ligne est déclassée en 1993 puis déposée en totalité. Les bâtiments voyageurs et les halles de marchandises ont été vendus à des particuliers et l’ancienne plate-forme de la voie ferrée a été transformée en piste cyclable qui relie Molsheim à Romanswiller.

Vues de l'ancienne gare dans les années 1970
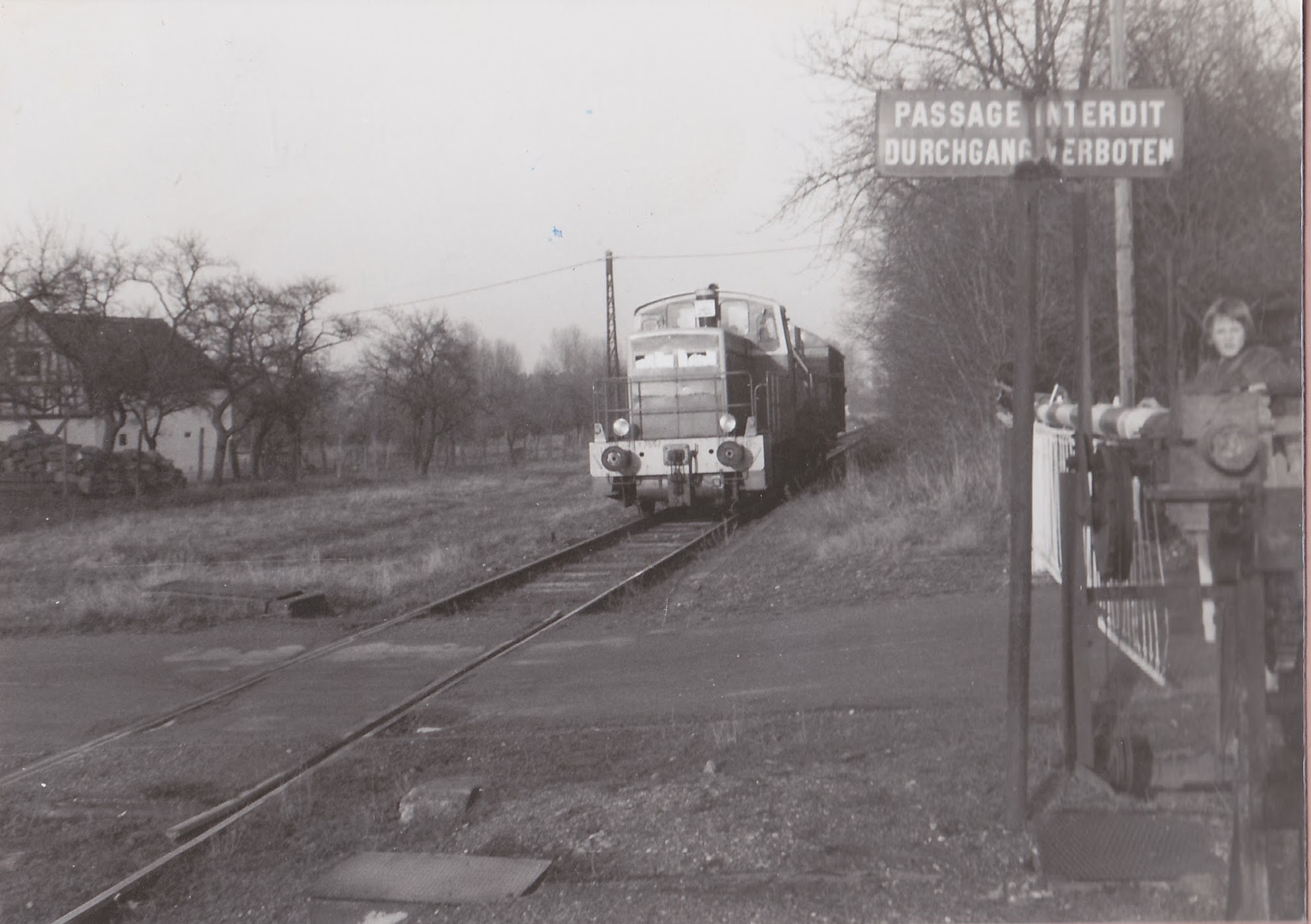
Train de marchandises revenant de Romanswiller.
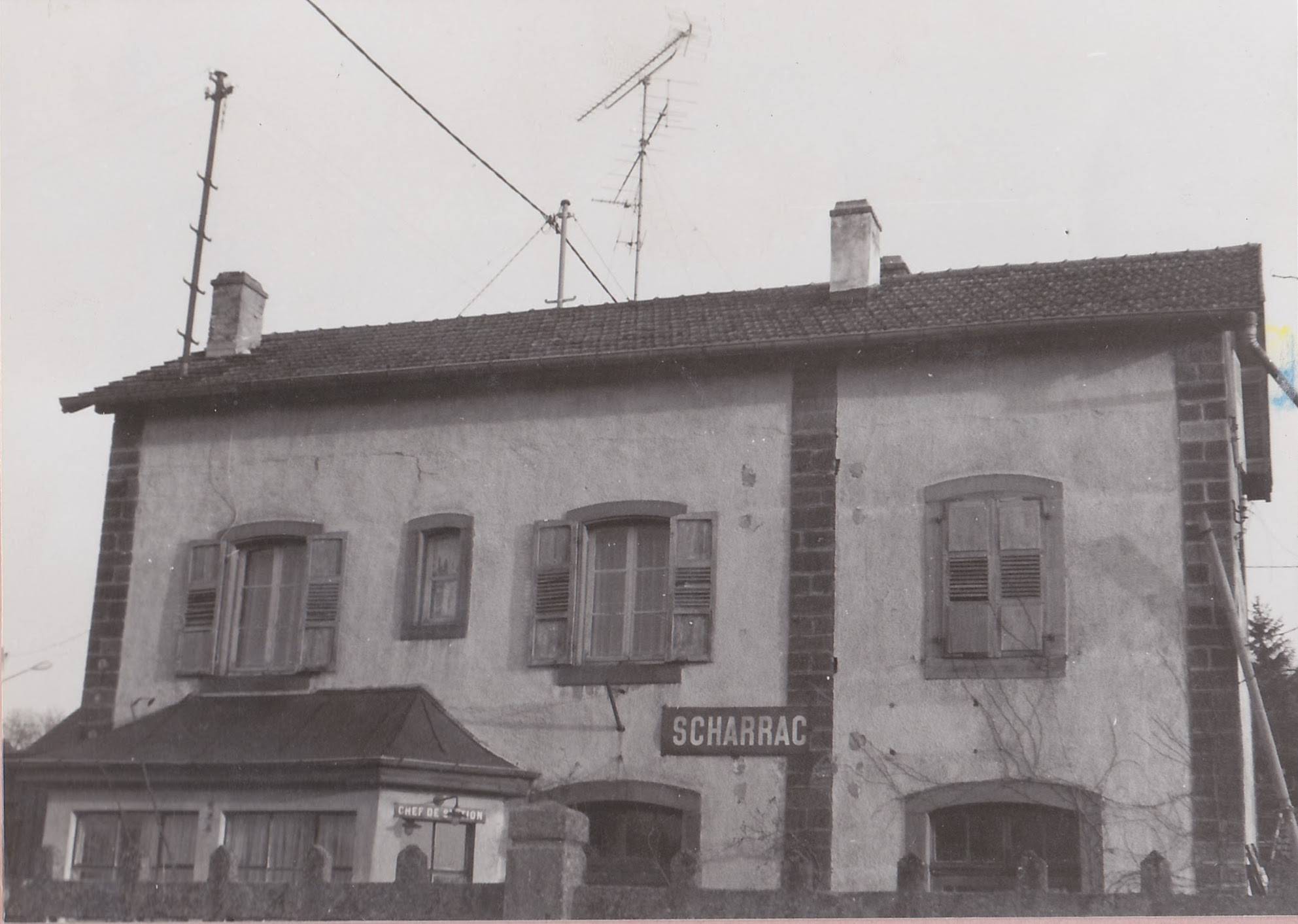
Bâtiment voyageurs.

## Patrimoine ferroviaire
Reconverti en habitations, le bâtiment voyageurs construit par la Compagnie de l'Est devait comporter deux travées à l'origine avec une disposition rectangulaire à étage sans ailes. Côté voies, l'aspect est très semblable à celui de la gare d'Avolsheim. À Scharrachbergheim, la façade côté cour offre la même disposition avec une lucarne et une extension débordante de la toiture à deux pans au-dessus de la porte d'entrée.